# Cyril Smith

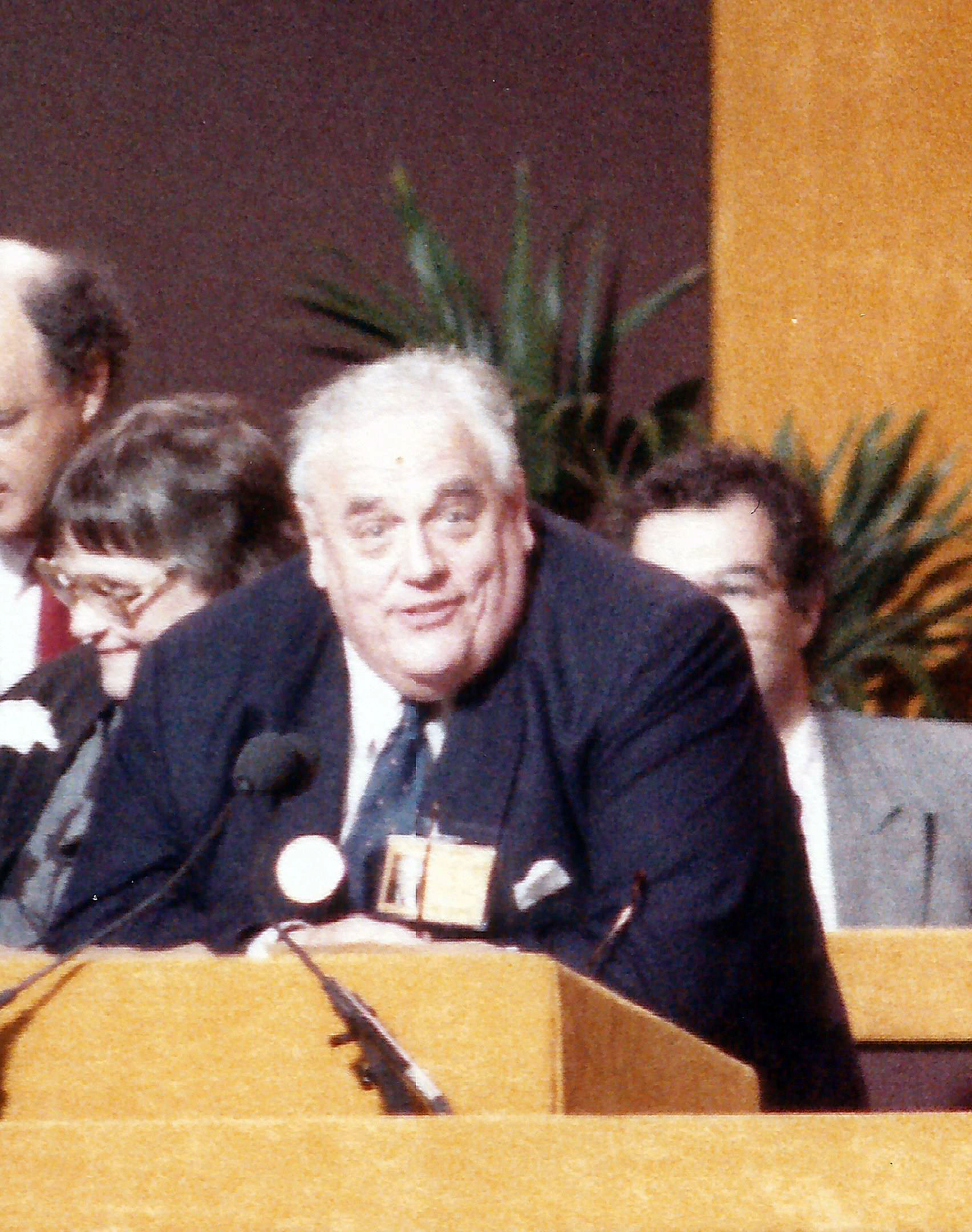
Cyril Smith, 1987

Cyril Smith, född 28 juni 1928 i Rochdale, Greater Manchester, död 3 september 2010 i Rochdale, Greater Manchester, var en brittisk politiker. Han representerade valkretsen Rochdale i brittiska underhuset 1972–1992. Han var medlem i Liberal Party och från och med 1988 i dess efterföljare Liberaldemokraterna (Liberal Democrats).
Smith hade en negativ attityd gentemot Social Democratic Party som han först ansåg att "borde ha strypts vid födseln" ("should have been strangled at birth"). Han accepterade ändå senare sammanslagningen av SDP och Liberal Party i samband med grundandet av Liberaldemokraterna.
Smith avled 3 september 2010 i cancer 82 år gammal. Efter hans död visade det sig att han begått sexuella övergrepp mot minderåriga vid ett flertal tillfällen under 1960-talet.